# 젤라토 (소프트웨어)
젤라토(Gelato)는 그래픽 카드 제조업체 엔비디아가 개발한 하드웨어 가속 오프라인 렌더러이다. 원래 쿼드로 FX GPU에 사용할 목적이었으나 쿼드로급 GPU는 더 이상 필수 요구사항이 아니며 현재는 지포스 카드들도 지원한다. 영화 품질의 영상을 개발하기 위해 설계된 젤라토는 렌더맨의 언어와 매우 비슷한 셰이딩 언어를 사용한다. 젤라토는 2004년 4월 처음 출시되었다. 엔비디아는 2008년 5월 젤라토 소프트웨어 제품의 개발 및 지원은 더 이상 없을 것이라고 언급하였다.